# Куркино (бывшее село, Москва)

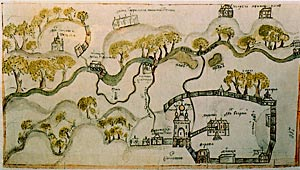
Чертёж земель по реке Сходне около села Куркино, 1692 год.

Ку́ркино — бывшая деревня, вошедшая в состав Москвы в 1985 году. 
На момент вхождения в состав города-героя в деревне проживало 689 человек. В ходе начавшегося массового жилищного строительства в 1990-х годах деревня была снесена. В настоящее время на территории бывшей деревни находится одноимённый район.

## Происхождение названия
В переписной книге 1686 года фигурируют два других названия этого поселения: «Константиновское, Курицыно тоже на речке Всходне». Судя по второму из них, поселение, по всей видимости, могло принадлежать Григорию Романовичу Курице Каменскому, боярину и наместнику великой княгини Марии Ярославны в Ростове в третьей четверти XV века. Он стал родоначальником фамилии Курицыных. Позднее название села, происходившее от их фамилии, постепенно трансформировалось и превратилось в Куркино.
По другой версии, название Курицыно (позднее — Куркино), село получило от своего владельца — думного дьяка Фёдора Васильевича Курицына, жившего во второй половине XV века. Это был видный политический деятель, широко образованный человек, выдающийся дипломат, оказавший большое влияние на внешнюю политику русского государства во времена правления царя Ивана Васильевича. В списке думных чинов, составленном в 1497 году, Ф. В. Курицын назван третьим среди дьяков, но с 1500 года сведения о нём исчезают. Возможно, он подвергся преследованиям и наказанию за создание московского кружка «еретиков». Сын дьяка Афанасий Фёдорович Курицын также был известным государственным деятелем и дипломатом, одним из сподвижников московского князя Василия III, но после смерти князя подвергся опале.

## История

### XVII—XIX века
Село Куркино возникло свыше 500 лет назад. В сохранившихся источниках оно упоминается лишь с начала XVII века, хотя предположительно существовало гораздо раньше. Согласно писцовой книге 1623 года, сельцо Куркино принадлежало двум владельцам. Одна половина с прилегающими землями составляла вотчину князя Ивана Ивановича Одоевского, купившего её в 1617 году у своей невестки Анны Ивановны. Другая половина сельца числилась за Плакидой Мякининым, а в 1622 году её купил у него Тимофей Боборыкин. В сельце находилось два двора вотчинников, где жили их «деловые» люди, два людских двора (2 человека), 8 крестьянских и 5 бобыльских дворов, в которых значилось 22 человека.
Князь Иван Иванович Одоевский в источниках упоминается с 1608 года, когда служил рындой при царе Василии Шуйском. Затем он воеводствует в 1613 году в Вологде, куда был послан князем Дмитрием Михайловичем Пожарским, позднее участвует в дипломатических переговорах с персидскими послами, был воеводой в Пскове, а в 1622 году пожалован в бояре. В 1626 году Иван Иванович назначается первым воеводой в Новгород, где тремя годами позже скончался. О его совладельце Тимофее Ивановиче Боборыкине сведений сохранилось меньше. В 1618 году его посылают строить Кузнецкий острог в Сибири, воеводой которого он затем и стал вплоть до 1622 года, когда возвратился в Москву и приобрёл подмосковную. В 1633 году в Муроме и Нижнем Новгороде он собирал ратных людей, через некоторое время видим его при дворе, а ещё через несколько лет сведения о нём обрываются.
В 1639 и 1641 гг. Куркино скупил по частям боярин и воевода князь Алексей Иванович Воротынский, оказавшийся в родстве с царём Михаилом Романовым благодаря своей женитьбе на Марии Стрешневой, родной сестре царицы Евдокии. После смерти боярина в 1642 году село Куркино и деревня Барашки (ранее — пустошь на реке Меленке) перешли во владение его сына — князя Ивана Алексеевича Воротынского, который приходился двоюродным братом царю Алексею Михайловичу, участвовал во всех его походах и занимал высокую должность боярина и дворецкого.
В 1672—1678 годах на средства И. А. Воротынского в Куркине была построена каменная церковь во имя Владимирской иконы Божией Матери. На чертеже того времени рядом с каменной церковью показана обширная усадьба с трёхэтажным домом боярина, людскими служебными постройками вдоль изгороди.
Долина реки Всходни (ныне река Сходня), окружённой крутыми лесистыми склонами, была чрезвычайно живописна. На противоположной стороне, также на высокой горе, располагалось старинное село Соколово-Мещерское. Владельцем его был сенатор Иван Иванович Дивов, президент юстиц-коллегии при Екатерине II. После его смерти село перешло сыну Андрею Ивановичу, а с 1813 года его владельцем стал генерал-майор Николай Адрианович Дивов. Летом 1845 года в Соколове-Мещерском снимали дом А. И. Герцен, а также врач Николай Кетчер; в 1846 году здесь жил друг и соратник Герцена Н. П. Огарёв и профессор Московского университета Т. Н. Грановский. После смерти Дивова село перешло к его жене, которая продала усадьбу выходцу из купечества Митрофану Мазурину.
В 1872 году общество крестьян села Куркина продало 30 десятин земли из своего надела выдающемуся врачу-терапевту, основателю московской клинической школы, профессору и директору клиники Московского университета Григорию Антоновичу Захарьину. Он часто приезжал в свою усадьбу, построенную в долине реки Сходни, подолгу здесь жил, общался с крестьянами, помогал бедным хлебом и деньгами, делал взносы в пользу церкви. По инициативе Захарьиных у Владимирской церкви была построена фамильная часовня, в которой захоронены Г. А. Захарьин, его жена и сын. На фамильные средства Захарьиных по проекту архитекторов И. Э. Грабаря, А. В. Розенберга и А. И. Клейна в бывшей усадьбе была построена больница, которая начала работать в 1914 году.

### XX век
В начале 1900 года в Куркине имелась церковно-приходская школа, две чайные и две мелочные лавки. В 1908 году было организовано Куркинское кредитное товарищество, предоставлявшее кредиты крестьянам для развития хозяйства. Значительно выросло поголовье всех видов скота. С 1899 по 1911 год количество крестьянских дворов увеличилось с 39 до 46, число лошадей с 37 до 52 голов. Этому содействовала деятельность кредитного товарищества, услугами которого главным образом пользовались зажиточные крестьяне. В 1917 году Куркино вошло в состав Сходненской волости, а с 1918 года Ульяновской, с центром в поселке Химки, а затем в Сходне. Окончание Гражданской войны и переход к НЭП содействовали оживлению земледельческого хозяйства. Значительно выросло население села: в 1927 году здесь проживало 360 человек, то есть в полтора раза больше, чем в конце XIX века. Было восстановлено и даже увеличилось поголовье скота по сравнению с дореволюционным временем: у крестьян имелось 50 лошадей, 58 голов крупного скота и 55 овец.
После массовой коллективизации в Куркине создали совхоз «Красные всходы», а в Юрове «Имени 1905 года». Оба селения объединились в составе одного крупного сельсовета. После организации колхозов большая часть мужского населения ушла работать на промышленные предприятия и в различные учреждения Москвы и Подмосковья.
В санатории «Захарьино», преобразованном из прежней больницы, в 1920 году жил и работал известный хирург профессор С. С. Юдин, с 1944 года академик АМН. Консультационную работу в санатории вёл один из основоположников детской хирургии, академик Т. П. Краснобаев, создавший научную школу по костному туберкулёзу. Существенный вклад в развитие больничного центра «Захарьино» внёс видный учёный-фтизиатр профессор В. А. Воробьёв — организатор и директор Государственного туберкулёзного института (ныне Институт туберкулёза АМН).
В 1920 году живописец-передвижник Н. А. Касаткин заведовал здесь художественной просветительской студией, его помощницей была А. Л. Ржевская. В санатории отдыхал и работал известный живописец и график, археолог и педагог А. М. Васнецов. Здесь им был написан этюд с видом на долину реки Сходни.
С 1929 года Куркино, Юрово и санаторий «Захарьино» входили в состав Сходненского, затем Красногорского, а с 1940 года Химкинского района Московской области. В годы Великой Отечественной войны многие жители Куркина ушли на фронт. В память о земляках, погибших в годы войны, в районе установлен обелиск. Оставшиеся в тылу трудились на оборонных предприятиях Москвы, Подмосковья и в местном колхозе. Находившаяся вблизи Куркина фабрика № 3 при деревне Гаврилково (бывшая фабрика купца Агафонова) выпускала шинельное сукно и одеяла для ВС Союза ССР. В санатории «Захарьино» в 1941—1942 годах размещался госпиталь. В феврале 1942 года санаторий был реорганизован в туберкулёзную клиническую больницу. Ныне городская туберкулёзная больница № 3 имени профессора Г. А. Захарьина стала одним из ведущих центров лечебной и научно-исследовательской работы.
В последние годы существования Союза ССР колхозы и совхозы были укрупнены. Куркинский колхоз включили в состав совхоза «Путь к коммунизму», Куркино и ближайшие к нему деревни Химкинского района были переданы в ведение Родионовского сельсовета. В марте 1984 года Указом Президиума Верховного Совета РСФСР посёлок Куркино-Радиополе, а также деревни Куркино, Машкино и Юрово Химкинского района были переданы Московскому городскому совету, а в декабре 1985 года — включены в состав Москвы